# Чугуївський авіаційний ремонтний завод
Державне підприємство «Чугуївський авіаційний ремонтний завод» (ЧАРЗ) розташований у місті Чугуїв Харківської області. 

## Історія підприємства
- Підприємство було створене 1 вересня 1938 року, як авіаційні ремонтні майстерні Чугуївського військового авіаційного училища (у 1941–1945  Чугуївська військова авіаційна школа пілотів, з 1945 по 1960: Чугуївське військове авіаційне училище льотчиків).
- З 1942 по 1945 рр. майстерні працювали в умовах евакуації в Чимкенті (Казахстан). За час війни були повернуті в дію 534 літака, 1052 авіадвигуна і 181 спецмашина.
- В 1952 майстерні були виведені зі складу училища та переформовані у авіаційну ремонтну базу.
- 1963 року, у зв'язку зі зростанням обсягів ремонту реактивної авіаційної техніки, авіаційну ремонтну базу було переформовано на авіаційний ремонтний завод Військово-Повітряних Сил.

## Типи літаків, що ремонтувалися на ЧАРЗ
- Багатоцільовий літак У-2 (По-2) конструкції КБ М.М. Полікарпова. Ремонтувався авіаремонтними майстернями ЧВАУЛ з 1938 по 1947 рік.

- Навчально-тренувальний літак УТ-2 конструкції КБ О. С. Яковлєва. Ремонтувався авіаремонтними майстернями ЧВАУЛ  з 1938 по 1947 рік.

- Винищувач І-16 конструкції КБ Н. Н. Полікарпова. Ремонтувався авіаремонтними майстернями ЧВАУЛ з 1939 по 1946 рік.

- Близький бомбардувальник Су-2 (ВВ-1) конструкції КБ П. О. Сухого. Обслуговувався АРМ в 1941 році.

- Штурмовик Іл-2  конструкції КБ С. В. Ільюшина. Обслуговувався АРМ в 1941 році.

- Винищувач І-15 біс (І-152) конструкції КБ Н. Н. Полікарпова. Ремонтувався АРМ в 1941 році.

- Винищувач Ла-5 конструкції КБ С. А. Лавочкіна. Ремонтувався авіаремонтними майстернями ЧВАУЛ з 1945 по 1947 рік.

- Винищувач Як-7 конструкції КБ О. С. Яковлєва Ремонтувався авіаремонтними майстернями ЧВАУЛ з 1944 по 1946 рік.

- Винищувач Ла-7 конструкції КБ С. А. Лавочкіна. Ремонтувався авіаремонтними майстернями ЧВАУЛ з 1946 по 1950 рік.

- Винищувач МіГ-15 конструкції КБ А. В. Мікояна. Ремонтувався підприємством з 1953 по 1977 рік.

- Винищувач МіГ-17 конструкції КБ А. В. Мікояна. Ремонтувався підприємством з 1961 по 1965 рік.

- Навчально-тренувальний літак Л-29 "Дельфін" Ремонтується підприємством з 1966 року.

- Винищувач МіГ-23 конструкції КБ А. В. Мікояна. Ремонтується підприємством з 1975 року.

- Навчально-тренувальний літак Л-39 «Альбатрос» Ремонтується підприємством з 1994 року.

## Продукція ЧАРЗ сьогодні
У наш час підприємство спеціалізується на ремонті літаків МіГ-23 усіх модифікацій, Л-29 і Л-39, допоміжних силових установок «Сапфір-5», виготовленні засобів наземного обслуговування до перерахованих вище літаків, а також на ремонті, повірці та калібруванні вимірювальної техніки спеціального і загальновійськового призначення. 
Один з напрямів діяльності Чугуївського авіаційного ремонтного заводу це виробництво і ремонт безпілотних літальних апаратів. На підприємстві освоєно виробництво БПЛА "Стрепет", як комплексу дистанційного зондування поверхні землі, і ремонт БПЛА Ту-143 «Рейс» зі складу комплексу повітряної розвідки ВР-3. 

## Структура підприємства
До складу ЧАРЗ входить навчально-побутовий комплекс, на базі якого проводиться навчання авіаційних фахівців ремонту і експлуатації літаків МіГ-23 та Л-39.